# Катеринопіль (село)
Катерино́піль — село у Божедарівській селищній громаді Кам'янського району Дніпропетровської області.
Населення — 387 мешканців.

## Географія
Село Катеринопіль знаходиться в центральній частині області на правому березі річки Саксагань, вище за течією на відстані 1,5 км розташоване село Павлівка, нижче за течією на відстані 0,5 км розташоване село Долинське.

## Історія
Засноване на початку 19 століття, перша згадка в історичних документах — 1830 року. У 19 столітті селом володіли землевласники Новохацькі.
До 20-х років ХХ століття - німецька колонія, де ховались від більшовиків учасники  Визвольних змагань Іван Подгорний-Полин (1901-1921), Яків Сторожко (?-1920), Олександр Килимов та інші, 
В часи радянської влади тут була розміщена центральна садиба колгоспу «Аврора», одного з найбільших у Криничанському районі.

## Сьогодення
У Катеринополі є початкова школа, ФАП, будинок культури, бібліотека.

## Населення

### Мова
Розподіл населення за рідною мовою за даними перепису 2001 року:
| Мова            | Відсоток |
| --------------- | -------- |
| українська      | 96,1 %   |
| російська       | 1,6 %    |
| інші/не вказали | 2,3 %    |